# Live Phish Volume 13
Live Phish Vol. 13 es un álbum en directo de la banda de rock estadounidense Phish grabado en directo en el Glens Falls Civic Center de Glens Falls, Nueva York la noche de Halloween de 1994. Se lanzó el 29 de octubre de 2002, juntos a los volúmenes 14, 15 y  16 de la serie.
La banda recogió votos en su sitio web para que los fanes dijesen qué álbum de otro artista al completo querían que tocasen esa noche. La gente escogió el álbum homónimo de treinta canciones de The Beatles conocido como The White Album.

## Lista de canciones

### Disco 1
1. "Frankenstein" (Winter) - 4:57
2. "Sparkle" (Anastasio, Marshall) - 3:45
3. "Simple" (Gordon) - 8:25
4. "The Divided Sky" (Anastasio) - 16:49
5. "Harpua" (Anastasio, Fishman) - 14:53
  - contiene un trozo versionado de "War Pigs" de Black Sabbath
6. "Julius" (Anastasio, Marshall) - 7:51
7. "The Horse" (Anastasio, Marshall) - 1:30
8. "Silent in the Morning" (Anastasio, Marshall) - 5:06

### Disco 2
1. "Reba" (Anastasio) - 15:38
2. "Golgi Apparatus" (Anastasio, Marshall, Szuter, Woolf) - 5:10
3. "Ed Sullivan Intro (Sullivan) - 0:18
4. "Back in the U.S.S.R." (Lennon, McCartney) - 2:28
5. "Dear Prudence" (Lennon, McCartney) - 4:02
6. "Glass Onion" (Lennon, McCartney) - 2:10
7. "Ob-La-Di, Ob-La-Da" (lennon, McCartney) - 2:43
8. "Wild Honey Pie" (Lennon, McCartney) - 0:54
9. "The Continuing Story of Bungalow Bill" (Lennon, McCartney) - 2:54
10. "While My Guitar Gently Weeps" (Harrison) - 5:58
11. "Happiness is a Warm Gun" (Lennon, McCartney) - 2:46
12. "Martha My Dear" (Lennon, McCartney) - 2:15
13. "I'm So Tired" (Lennon, McCartney) - 2:02
14. "Blackbird" (Lennon, McCartney) - 2:18
15. "Piggies" (Harrison) - 1:59
16. "Rocky Raccoon" (Lennon, McCartney) - 3:26
17. "Don't Pass Me By" (Starkey) - 2:54

### Disco 3
1. "Why Don't We Do It in the Road?" (Lennon, McCartney) - 2:19
2. "I Will" (Lennon, McCartney) - 1:42
3. "Julia" (Lennon, McCartney) - 2:46
4. "Birthday" (Lennon, McCartney) - 2:11
5. "Yer Blues" (Lennon, McCartney) - 3:44
6. "Mother Nature's Son" (Lennon, McCartney) - 2:35
7. "Everybody's Got Something to Hide Except Me and My Monkey" (Lennon, McCartney) - 3:15
8. "Sexy Sadie" (Lennon, McCartney) - 2:55
9. "Helter Skelter" (Lennon, McCartney) - 4:24
10. "Long, Long, Long" (Harrison) - 2:30
11. "Revolution 1" (Lennon, McCartney) - 5:23
12. "Honey Pie" (Lennon, McCartney) - 2:35
13. "Savoy Truffle" (Harrison) - 2:42
14. "Cry Baby Cry" (Lennon, McCartney) - 5:45
15. "Revolution 9" (Lennon, McCartney) - 4:27

### Disco 4
1. "David Bowie" (Anastasio) - 13:41
2. "Bouncing Around the Room" (Anastasio, Marshall) - 3:42
3. "Slave to the Traffic Light" (Abrahams, Anastasio, Pollak) - 10:49
4. "Rift" (Anastasio, Marshall) - 5:38
5. "Sleeping Monkey" (Anastasio, Marshall) - 5:30
6. "Poor Heart" (Gordon) - 2:13
7. "Run Like an Antelope" - (Anastasio, Marshall, Pollak) - 11:52
8. "Amazing Grace" (Newton) - 2:14
9. "Costume Contest" - 7:19
10. "The Squirming Coil" (Anastasio, Marshall) - 10:41

## Personal
- Trey Anastasio - guitarra, voz
- Page McConnell - piano, órgano, voz
- Mike Gordon - bajo, voz
- Jon Fishman - batería , voz